# Chryseobacterium greenlandensis
Chryseobacterium greenlandensis – gatunek bardzo małych bakterii (ultramikrobakterie) z typu Bacteroidetes. Jej odkrycie w odwiertach lodowych wykonanych na Grenlandii zostało ogłoszone w czerwcu 2008 roku przez naukowców z Pennsylvania State University. Według uczonych bakteria zdolna jest do przetrwania w ekstremalnych warunkach niskiej temperatury, wysokiego ciśnienia, zmniejszonej zawartości tlenu i minimalnych ilości pożywienia. Znalezione egzemplarze przeżyły ponad 120 tysięcy lat w grenlandzkim lodzie na głębokości 3 tysięcy metrów.